# 埃尔福特—莱比锡/哈勒新建铁路
埃爾福特－萊比錫/哈勒新建鐵路（德語：Neubaustrecke Erfurt–Leipzig/Halle）是一條位於德國埃爾福特、萊比錫及哈勒的123公里長高速鐵路，是柏林－慕尼黑高速路段、全欧交通网络（TEN-T）柏林－巴勒摩段（Line 1）的一部分。它在北端連接安哈爾特鐵路往柏林；南端則連接興建中的紐倫堡－埃爾福特高速鐵路。整個計劃完成後，來往慕尼黑及柏林所需時間會減至3小時45分鐘。
此高速路線有城際快車及部分貨運列車使用。使用ICE列車來往埃爾福特及萊比錫只需39分鐘（通車前需時1小時5分鐘）；來往埃爾福特及哈勒只需約半小時（通車前需1小時15分鐘）。路線興建費用預計為26億歐元薩勒－埃爾斯特大橋是德國最長的橋樑，總長8700米。全線於2015年12月9日通車 。
此線與萊比錫/哈勒機場的連接令德國鐵路貨運列車可快速與DHL空中貨運網絡對接。

## 外部連結
- Line map on the Deutsche Bahn site (PDF, 3,1 MB) （德文）
- Information on the Deutsche Bahn site （页面存档备份，存于） （德文）
- PB DE: Erfurt-Leipzig/Halle section (pdf) （页面存档备份，存于） （德文）
- KuK: Viaducts on the new line（页面存档备份，存于） （德文）